# Осока Кобомуги
Осока Кобомуги (лат. Carex kobomugi) — травянистое растение, вид рода Осока (Carex) семейства Осоковые (Cyperaceae).

## Распространение и экология
Ареал вида охватывает Восточную Азию: полуостров Корея, остров Тайвань, Японию; Дальний Восток: Уссурийский край (юг), Сахалин (юг). Натурализовалось в Северной Америке (северо-восток США).
Произрастает на приморских и озёрных песках и дюнах.

## Ботаническое описание
Растения с длинными ползучими корневищами.
Стебли высотой 10—20 см, тупо-трёхгранные, под соцветием гладкие, у основания одетые бурыми, волокнистыми остатками влагалищ.
Листья кожистые, почти в два раза длиннее стебля, шириной 4—6 мм, по краю густо шиповатые.
Колоски однополые, очень редко андрогинные, многочисленные, многоцветковые, нижние иногда коротковетвистые, в очень густых, крупных продолговато-яйцевидных соцветиях до 8—10 см длиной и 4 см в диаметре. Кроющие чешуи яйцевидные или продолговато-яйцевидные, почти ланцетные, бледно-жёлто-зелёные (позднее буреющие), с одноцветным, цельным краем, постепенно суженные в длинное, шероховатое и буровато окрашенное остроконечие, почти в два раза длиннее мешочков. Мешочки в зрелом состоянии прижатые друг к другу, длиной 10—12(14) мм, ланцетные, в нижней части 3—3,8 мм шириной, бурые, изогнутые, спереди — сильно выпуклые, с 25—30 жилками, сзади — плоские или плоско-вогнутые, с 14—16 жилками, по краю — узко зазубренно-крылатые, быстро переходят в изогнутый, узко и тонко двузубчатый носик, по краю высоко зазубренный. Рылец 3. Кроющие листья линейные, кожистые, заметно превышающие и скрывающие колоски.
Орешек продолговато-обратнояйцевидный, оливковый, неравно тупо-трёхгранный, длиной 5 мм, снизу клиновидный, наверху округлый, без выемки сбоку.
Цветёт в апреле — мае. Плодоносит в июне — июле.
Число хромосом 2n=24 (Хромосомные числа, 1969).
Вид описан из Японии (остров Хонсю).

## Таксономия
Вид Осока Кобомуги входит в род Осока (Carex) трибы Cariceae подсемейства Сытевые (Cariceae) семейства Осоковые (Apiaceae) порядка Злакоцветные (Poales).
|  |                                      |  |                                                             |                                                             |                    |  | ещё 17 семейств (согласно Системе APG II) | ещё 17 семейств (согласно Системе APG II)         |                                                   |  |  |  | ещё 13 триб (согласно Системе APG II) | ещё 13 триб (согласно Системе APG II) |  |  |  |  | ещё более 2450 видов | ещё более 2450 видов |
|  |                                      |  |                                                             |                                                             |                    |  | ещё 17 семейств (согласно Системе APG II) | ещё 17 семейств (согласно Системе APG II)         |                                                   |  |  |  | ещё 13 триб (согласно Системе APG II) | ещё 13 триб (согласно Системе APG II) |  |  |  |  | ещё более 2450 видов | ещё более 2450 видов |
|  |                                      |  |                                                             | порядок Злакоцветные                                        |                    |  |                                           |                                                   | подсемейство Сытевые                              |  |  |  |                                       | род Осока                             |  |  |  |  |                      |                      |
|  |                                      |  |                                                             | порядок Злакоцветные                                        |                    |  |                                           |                                                   | подсемейство Сытевые                              |  |  |  |                                       | род Осока                             |  |  |  |  |                      |                      |
|  | отдел Цветковые, или Покрытосеменные |  |                                                             |                                                             | семейство Осоковые |  |                                           |                                                   | триба Cariceae                                    |  |  |  | вид Осока Кобомуги                    |                                       |  |  |  |  |                      |                      |
|  | отдел Цветковые, или Покрытосеменные |  |                                                             |                                                             |                    |  |                                           |                                                   |                                                   |  |  |  |                                       |                                       |  |  |  |  |                      |                      |
|  |                                      |  | ещё 44 порядка цветковых растений (согласно Системе APG II) | ещё 44 порядка цветковых растений (согласно Системе APG II) |                    |  |                                           | подсемейство Мапаниевые (согласно Системе APG II) | подсемейство Мапаниевые (согласно Системе APG II) |  |  |  | ещё около 100 родов                   | ещё около 100 родов                   |  |  |  |  |                      |                      |
|  |                                      |  |                                                             | ещё 44 порядка цветковых растений (согласно Системе APG II) |                    |  |                                           |                                                   | подсемейство Мапаниевые (согласно Системе APG II) |  |  |  |                                       | ещё около 100 родов                   |  |  |  |  |                      |                      |